# Alboïn de Spolète

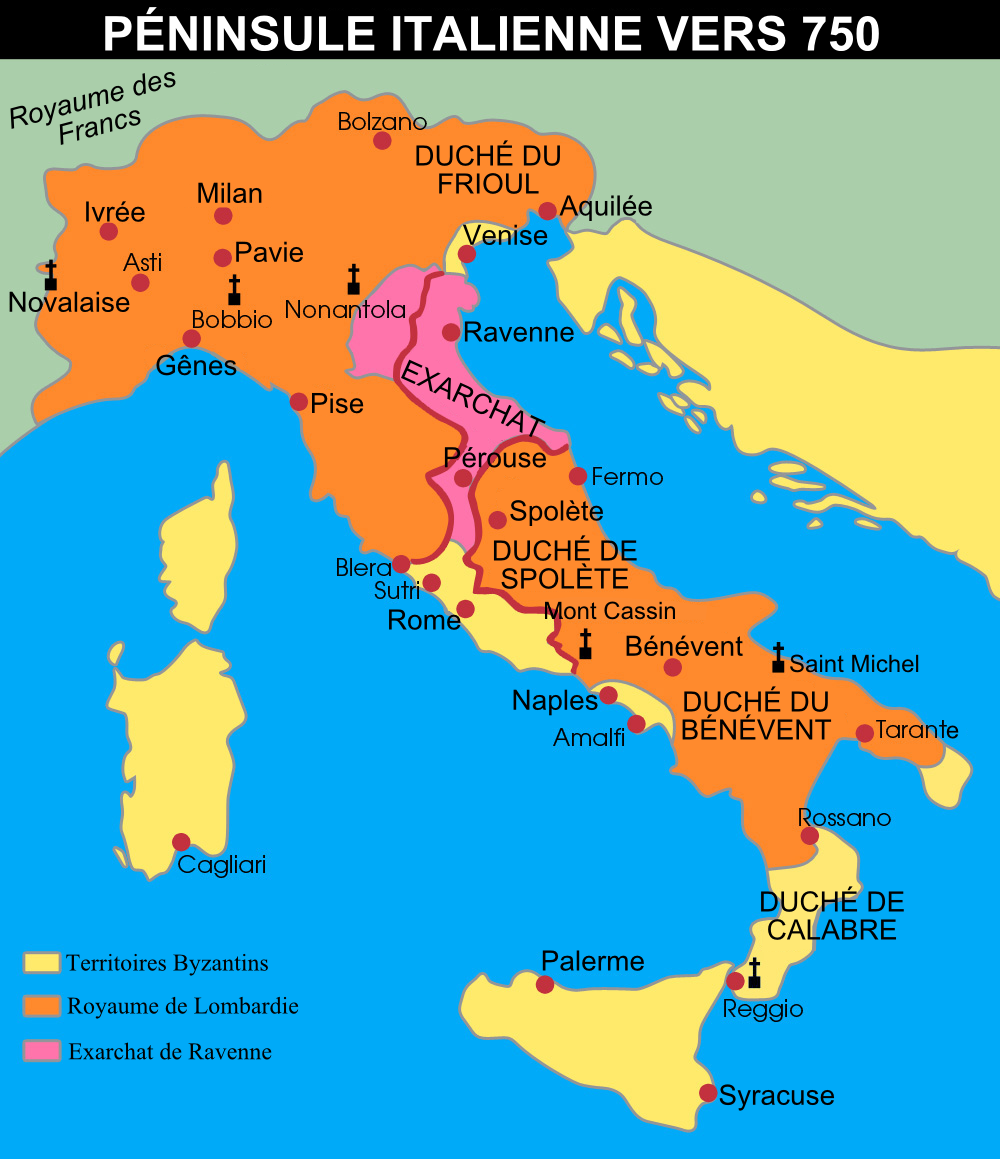
L'Italie vers 750.

Alboïn de Spolète (en latin Alboinus (dux) Spoleti, en italien Alboino (duca) di Spoleto) est un duc lombard de Spolète de 757 à 758.

## Biographie
D'origine obscure, il fut proclamé duc par le peuple spoletin, à l'instigation du pape Étienne II mais sans le consentement royal, et décida de se mettre sous la protection de Pépin le Bref, roi des Francs.
À la tête d'une armée, le nouveau roi des Lombards Didier fit alors une descente dans le centre-sud de l'Italie pour soumettre les duchés lombards semi-indépendants de Spolète et de Bénévent. Alboïn fut battu et capturé. Après avoir saccagé Spolète et massacré sa garnison, Didier fit exécuter plusieurs nobles spoletins et prit le titre de duc de Spolète avant de marcher sur Bénévent d'où il chassa le duc Liutprand, qui s'était allié au duc rebelle Alboïn.